# Berliner Turnerschaft
Die Berliner Turnerschaft Korp. e. V. (kurz BT) ist ein seit 1863 existierender Turn- und Sportverein in Berlin.

## Vereinsgeschichte

### Entstehungsgeschichte
Nachdem bereits im letzten Drittel des 18. Jahrhunderts Pädagogen darüber diskutierten, welche Erziehungs- und Schulziele mit welchen Lerninhalten zum Wohle des Individuums und der Gesellschaft zu fördern seien, geriet auch die körperliche Bildung immer häufiger ins Blickfeld. Unter den zahlreichen Nationalerziehungsplänen ragte der von Friedrich Ludwig Jahn 1810 als Deutsches Volkstum vorgelegte Entwurf vor allem durch ein hohes Maß an konkreten Vorstellungen hervor. Besonders die Einbeziehung der Leibesübungen, wie Jahn sein Turnen damals noch nannte, und sein leidenschaftliches Engagement führten sein Modell zumindest zu einem zeitlich begrenzten Erfolg.

Und so ist das von Jahn im Sommer 1811 in der Berliner Hasenheide initiierte öffentliche Turnen, zu dem auch Laufen, Werfen, Springen sowie Ringen, Fechten, Schwimmen, Wandern und viele Spiele gehörten, eine der Wurzeln des heutigen vielfältigen Sporttreibens.

Nach Ablauf der für das gesamte Deutsche Turnwesen sehr hemmenden Turnsperre von 1819 bis 1842 – sie war Antwort der Herrschenden auf den zu großen Freiheitsdrang und Einheitswillen der deutschen Jugend nach der Befreiung von Napoleon – riefen Berlins turnbegeisterte Bürger dazu auf, zu Ehren und zur ständigen Erinnerung an Friedrich Ludwig Jahn ihm ein großartiges Denkmal zu setzen.

Die Grundsteinlegung in der Hasenheide erfolgte 1861, eingeweiht wurde es 1872.

Zu dieser Zeit (1861) gab es in Berlin 33 Männerturnvereine und 6 Knabengenossenschaften, die zum größten Teil Vereinigungen wie dem „Berliner Turnrath“ oder der Turngemeinde in Berlin angehörten. Immer wieder kam aus den verschiedensten Erwägungen heraus der Wunsch nach einer Vereinigung aller Berliner Turner in einer straffer geführten Organisation auf, doch man kam zu keiner Einigung. So kam es, dass 13 der damals größten Berliner Vereine aus dem „Berliner Turnrath“ austraten und am 16. Mai 1863 die Berliner Turnerschaft gründeten.

800 erwachsene Mitglieder traten der Berliner Turnerschaft bei. Zunächst behielten sie ihre Vereinsnamen und turnten auch weiterhin in ihren bisherigen Turnsälen. Erst einige Zeit später erfolgte die Nummerierung der Abteilungen.

Zu den Männern der ersten Stunde zählten Eduard Angerstein, Fritz Siegemund und Ferdinand Strassmann. Unter ihrer Leitung gab sich der Verein eine Verfassung, die dafür sorgte, dass der Turnbetrieb geordneter verlief und die Verwaltung strenger geregelt wurde.

Die Vereinsmitglieder Carl Schuhmann und Hermann Weingärtner belegten bei den Olympischen Spielen 1896 die Plätze 1 und 2 in der Gesamtwertung.

Der Vereinsvorstand erkannte schon bald, wie wichtig die Ausbildung jüngerer Turner war, die nun einmal zur Weiterentwicklung des Vereins erforderlich sind. Also wurden auch die 6 Knabengenossenschaften von der Berliner Turnerschaft übernommen und aus ihnen Schüler- und Jugendabteilungen gebildet.

30 Jahre sollte es allerdings noch dauern, bis auch den Frauen das Turnen im Verein gestattet wurde und die erste Mädchen-Abteilung eröffnet werden konnte. Durch den enormen Mitgliederzuwachs zählte die Berliner Turnerschaft schon bald zu den größten Turnvereinen Deutschlands und sollte es Jahrzehnte über bleiben.

### Geschichte ab 1863
Am 16. Mai 1863 erfolgte die Gründung der Berliner Turnerschaft. Am 3. Deutschen Turnfest im August in Leipzig beteiligte sich der Verein zahlreich.
Am 3. November 1863 erfolgte die Gründung der 1. und 2. Jugendabteilung. 12. September 1876: Um eine Spende von 15.000 Mark entgegennehmen zu können, bemühte sich der Verein um die Korporationsrechte, d. h. die Rechte einer juristischen Person, die durch königliche Verfügung erteilt wurde. Der Verein nannte sich nun „Berliner Turnerschaft Korporation“.
Wegen der umfangreicher werdenden Geschäfte des Vereins wurde auf der Hauptversammlung am 6. Mai 1885 beschlossen, ein „Nachrichten- und Anzeigenblatt“ herauszugeben, das ab 1894 allen Mitgliedern kostenlos zur Verfügung stand.
Zum 25-jährigen Jubiläum (16. Mai 1888) gehörten dem Verein 4.003 Mitglieder an. Diese turnten in 9 Männer-Abteilungen, außerdem in 9 Lehrlings- und 9 Schülerabteilungen. Am 15. November 1894 feierte man die Eröffnung der ersten Frauen-Abteilung. Bemühungen, den Frauen das Turnen im Verein zu gestatten, hatten 1893 begonnen. Am 1. April 1895 wurde die Eröffnung der ersten Mädchen-Abteilung verzeichnet. Die Vertretung der Deutschen Turnerschaft geschieht mit einer Riege auf dem 3. Italienischen Bundesturnfest 1895 in Rom. Die Idee des Barons de Coubertin, die Olympischen Spiele wieder aufleben zu lassen, wurde 1896 mit der Durchführung der 1. Olympischen Spiele der Neuzeit in Athen umgesetzt. Deutschland stellte sechs Sieger, vier davon gehörten der Berliner Turnerschaft Korporation an: Hermann Weingärtner, A. Flatow, Carl Schuhmann und K. Neukirch.
Unter dem Vorsitz von Carl Alfred Müller bestand die Berliner Turnerschaft Korporation am 16. Mai 1903 aus 42 Abteilungen mit 6.092 Mitgliedern. Mit dem Plan, ein eigenes Vereinsheim zu bauen, beschäftigten sich mehrere Hauptversammlungen. 1905 wurde ein entsprechender Ausschuss gegründet. Die 50-Jahr-Feier am 16. Mai 1913 wird mit der Ausgabe einer 260-seitigen Festschrift begangen. In 58 Abteilungen turnten derzeit 6.232 Mitglieder. Das Anwachsen der Sportbewegung hatte zur Folge, dass nach heftigen Diskussionen 1910 die erste Sportabteilung im Verein gegründet wurde. Um sich den Bestimmungen der Leichtathletik anpassen zu können, gewann der Wunsch nach einem vereinseigenen Sportplatz immer mehr an Bedeutung. Am Bahnhof Baumschulenweg konnte ein Gelände gepachtet werden, aus dem nach Umgestaltung für 20 Jahre eine brauchbare Anlage und ein Treffpunkt der Mitglieder wurde. Das BT-Abzeichen wurde geschaffen. Von nun an sprach man in der Öffentlichkeit und allmählich auch im Verein nur noch von der „BT“. 1911 wurden im oberen Teil der städtischen Turnhalle in der Prinzenstraße 90 mehrere Räume gemietet und dort die Geschäftsstelle, die Hauptbücherei und das Archiv untergebracht. Durch die erhöhten Ausgaben für den Spielplatz Baumschulenweg wurde 1914 zum ersten Mal eine Beitragserhöhung erforderlich. Der Beitrag erhöhte sich von 75 Pfennig auf 1 Mark monatlich.
Im Ersten Weltkrieg verloren 534 BT-Mitglieder durch Kriegseinwirkung ihr Leben. 1921 behauptete die BT wieder ihren Platz als größter deutscher Turnverein. 1923 (16. Mai) bestand der Verein aus 67 Abteilungen, in denen sich 6.541 Mitglieder bewegten. Zum Ende der Inflation war das BT-Vermögen verloren. Die von den Nationalsozialisten 1933 erlassenen Verordnungen und Richtlinien wurden auch in der Berliner Turnerschaft rigoros umgesetzt. Durch den „Arierparagraphen“ verlor die BT ca. 60 jüdische Turner, die ihren Verein verlassen mussten oder ausgeschlossen wurden. Sie hatten ihrem Verein jahrzehntelang die Treue gehalten und der BT durch hervorragende turnerische und sportliche Leistungen zu Ruhm und Ehre verholfen. 1932 verkündete das vereinseigene Nachrichtenblatt: „Die Berliner Turnerschaft auf eignen Grund und Boden“. In Berlin-Köpenick erwarb der Verein ein ca. 43.000 m² großes Gelände von der Firma Spindler AG für 213.000 RM. Mit viel Idealismus gingen die Mitglieder tatkräftig ans Werk, um aus dem Gelände ihr „Kleinod an der Spree“ zu schaffen. Als der Sportplatz am 13. Mai 1934 eingeweiht wurde, zogen 3.000 Turner im Festzug durch Köpenick. Die Schüler-Abteilungen wurden aus der BT zwangsweise ausgegliedert und von der Hitlerjugend übernommen. Am 27. November 1934 wurden sie in einer Feierstunde verabschiedet.
Anlässlich der 75-Jahr-Feier am 16. Mai 1938 beteiligten sich 750 Teilnehmer an einer Turnschau in der Prinzenhalle, der letzten Großveranstaltung der BT vor dem Krieg. Der Ausbruch des Zweiten Weltkrieges im September 1939 brachte alle Planungen des Vereins zum Erliegen. Hunderte von Mitgliedern wurden sofort einberufen, so dass es an Vorturnern mangelte. Soweit es ging, übernahmen die Frauen die Aufgaben. Viele Turnhallen in der Stadt wurden zweckentfremdet oder zerstört. Dadurch ging der Turnbetrieb immer mehr zurück, dennoch konnte er den Umständen entsprechend durchgeführt werden. Die Erweiterungsbauten in Spindlersfeld konnten nicht mehr verwirklicht werden. Das 80. Stiftungsfest, mit einem Schauturnen im kleineren Rahmen, fand am 16. Mai 1943 im Kuppelsaal des Reichssportfeldes statt. Am 3. Februar 1945 wurde die Turnhalle Prinzenstraße mit Geschäftsstelle und Archiv bei einem Bombenangriff restlos vernichtet. Auch das Vereinsbanner verbrannte. Ein Vereinsleben fand nicht mehr statt; das Nachrichtenblatt musste sein Erscheinen einstellen.
Nach Kriegsende war ein Verbot aller Organisationen, insbesondere der Turn- und Sportvereine, eine der ersten Anordnungen der Siegermächte. Alle Vereine mussten daraufhin aufgelöst werden. Der Kontakt innerhalb der Abteilungen und zum gesamten Verein riss trotzdem niemals ganz ab. Nach und nach fanden sich in der zerstörten Stadt Berlin immer mehr BTer ein. Sie trafen sich in Lokalen ihres Bezirks und tauschten Erinnerungen aus, darauf hoffend, dass der Turnbetrieb wieder erlaubt wird.
Ab 1947 ließen die Besatzungsmächte vereinzelt wieder Vereine zu. Auch die BT bemühte sich um die Wiederzulassung, alle Anträge wurden aber zunächst abgewiesen. Im amerikanischen Sektor hatte der Antrag auf Zulassung Erfolg. Mit Schreiben des Bezirksamtes Kreuzberg von Groß-Berlin erfolgte am 9. Februar 1949 die offizielle Anerkennung als nichtpolitische Organisation. Die erste Mitgliederversammlung war am 20. März 1949. Dem Aufruf zur Neugründung folgten 534 Mitglieder, die sich aus den Turn-, Leichtathletik- und Sportabteilungen zusammensetzten. Zum Vorsitzenden wählte die Versammlung Kurt Zameitat, der das Amt bis 1965 ausübte. Dem Vorstand gehörten außerdem an: 2. Vorsitzender: Heinz Andrae; 3. Vorsitzende: Else Weiß; Hauptkassenwart: Werner Müller; Hauptturnwart: Fritz Hoffmann; Jugendwart: Hans Hoppe für das Kinderturnen; Gerhard Ziethe für das Jugendturnen. Am 30. Juli 1949 erfolgte die Bestätigung der amtlichen Zulassung der Berliner Turnerschaft Korporation in den Westbezirken der Stadt durch den Magistrat von Berlin.

## Angebote und Veranstaltungen

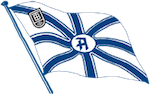
Flagge der Abteilung Rudern „Astoria Rudergemeinschaft“

Folgende Sportarten werden derzeit im Verein angeboten: Allgemeines Turnen, Gerätturnen, Eltern-Kind/Kleinkinderturnen, Gymnastik/Fitness, Tanzen und Show, Rhönradturnen, Leichtathletik, Schwimmen, Faustball, Floorball (Unihockey), Handball, Volleyball und Rudern. Jährlich organisiert die Berliner Turnerschaft – neben ihren wöchentlichen Angeboten – zahlreiche zusätzliche Veranstaltungen, u. a. den Wedding Cup, das größte Faustballturnier der Welt, Freizeiten für Kinder und Jugendliche sowie den „Frühlingsball des Sports“. Während des Frühlingsball des Sports wird in jedem Jahr das „Goldene Band“ verliehen – die älteste deutsche Sportauszeichnung. 2012 wurde Heiner Brand für seine Verdienste um den Handball mit dem „Goldenen Band“ ausgezeichnet.
Die Berliner Turnerschaft Korporation Turn- und Sportverein e. V. feierte am 16. Mai 2013 ihr 150-jähriges Bestehen.
Durch die Fusion der Berliner Turnerschaft mit dem Berliner Ruderclub „Astoria“ im Jahr 2006 steht allen Mitgliedern inzwischen ein Bootshaus am Kleinen Wannsee zur Verfügung, welches ebenfalls eine Gastronomie vorweisen kann. Seit der Fusion ist die Bezeichnung für die Ruderabteilung „Astoria“ Rudergemeinschaft (in der Berliner Turnerschaft).
Seit einigen Jahren bietet die Berliner Turnerschaft in der „Gymwelt“ in der Sporthalle Ohlauer Straße (ehemals Gerhart-Hauptmann-Schule) in Berlin-Kreuzberg Sport-, Fitness- und Gesundheitskurse an. Seit Sommer 2018 betreibt die „BT“ das Turnzentrum am Vorarlberger Damm und bietet auch dort Sportkurse an. Außerdem betreibt sie die Turntalentschule Salto Berlin und bildet Nachwuchsturner aus.

## Vereinsstruktur (Gremien)
- Vorsitzender: Markus Nitsch
- Stellvertreter des Vorsitzenden: Reinhard Delbrouck
- Schatzmeisterin: Petra Nibbe
- Vertreter der Fachbereichsleiter: Tillmann Fischbach
- Vertreter der Jugend: Vivien Kochmann
- 1. Beisitzerin: Kim Methner
- 2. Beisitzer: Nikolai Deus-von Homeyer